# Haliva
.

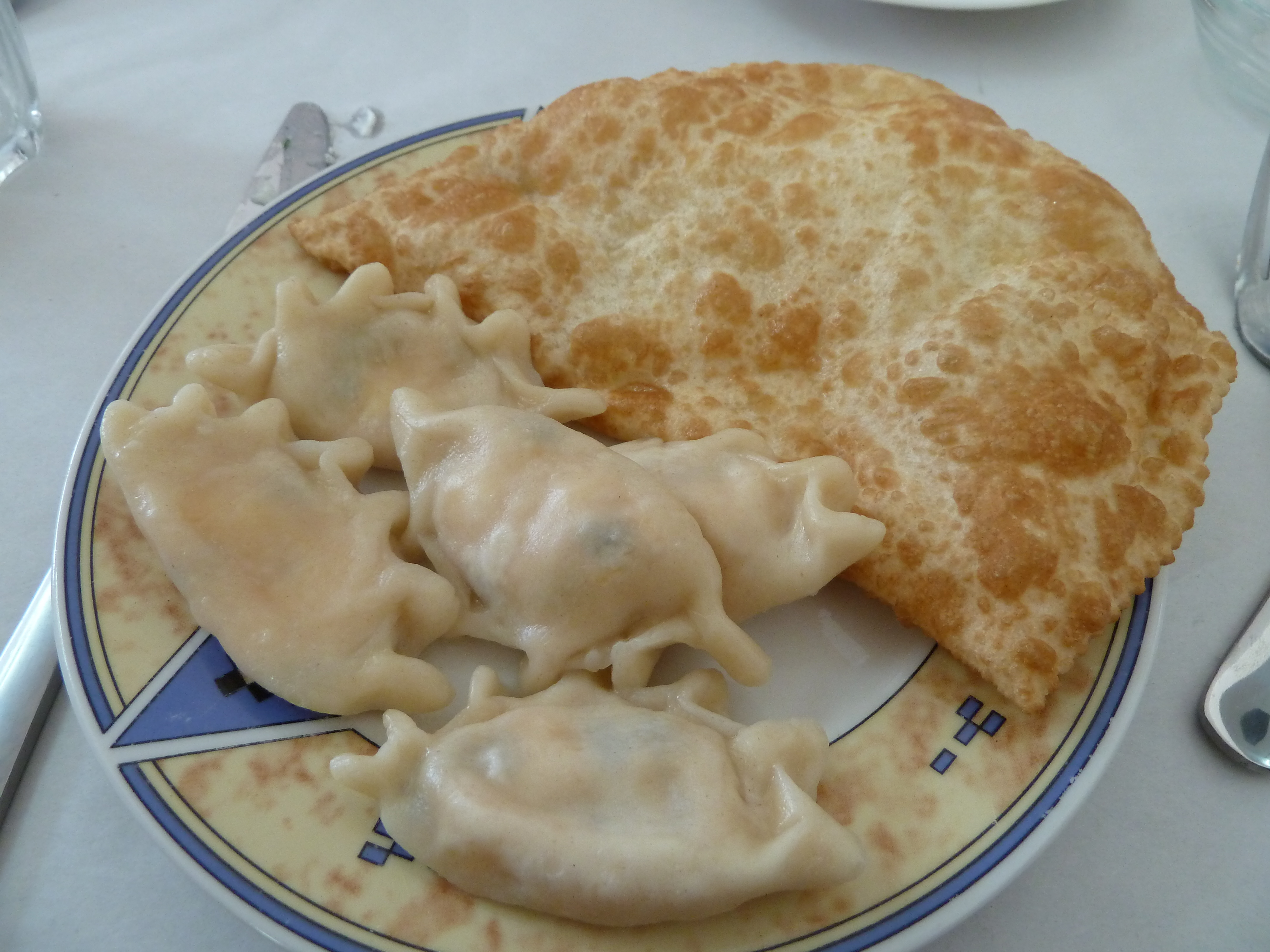
Haliva (Хьэлжъо) e Mataz (Мэтазэ), dois proeminentes petiscos da culinária tradicional dos adigueus

Haleva (ou "haliva") (хьэлжъо) são pasteis de massa fritos recheados com batata ou queijo típicos dos circassianos.
- Haliva recheado com queijo fresco (Helive q'wey lhalhe delhu)
- Haliva recheado com batata (Helive ch'ert'of delhu)
- Haliva recheado com batata e queijo (Helive ch'ert'ofre q'weyre delhu)
- Haliva recheado com pera (Helive q'wzch delhu)